# Wilhelm Hasemann
Wilhelm Hasemann nació el 16 de septiembre de 1850 Mühlberg en Brandeburgo, Alemania. Desde 1889 hasta su muerte vivió en Gutach en la Selva Negra. Es uno de los pintores más importantes de la pintura de género de la Selva Negra.

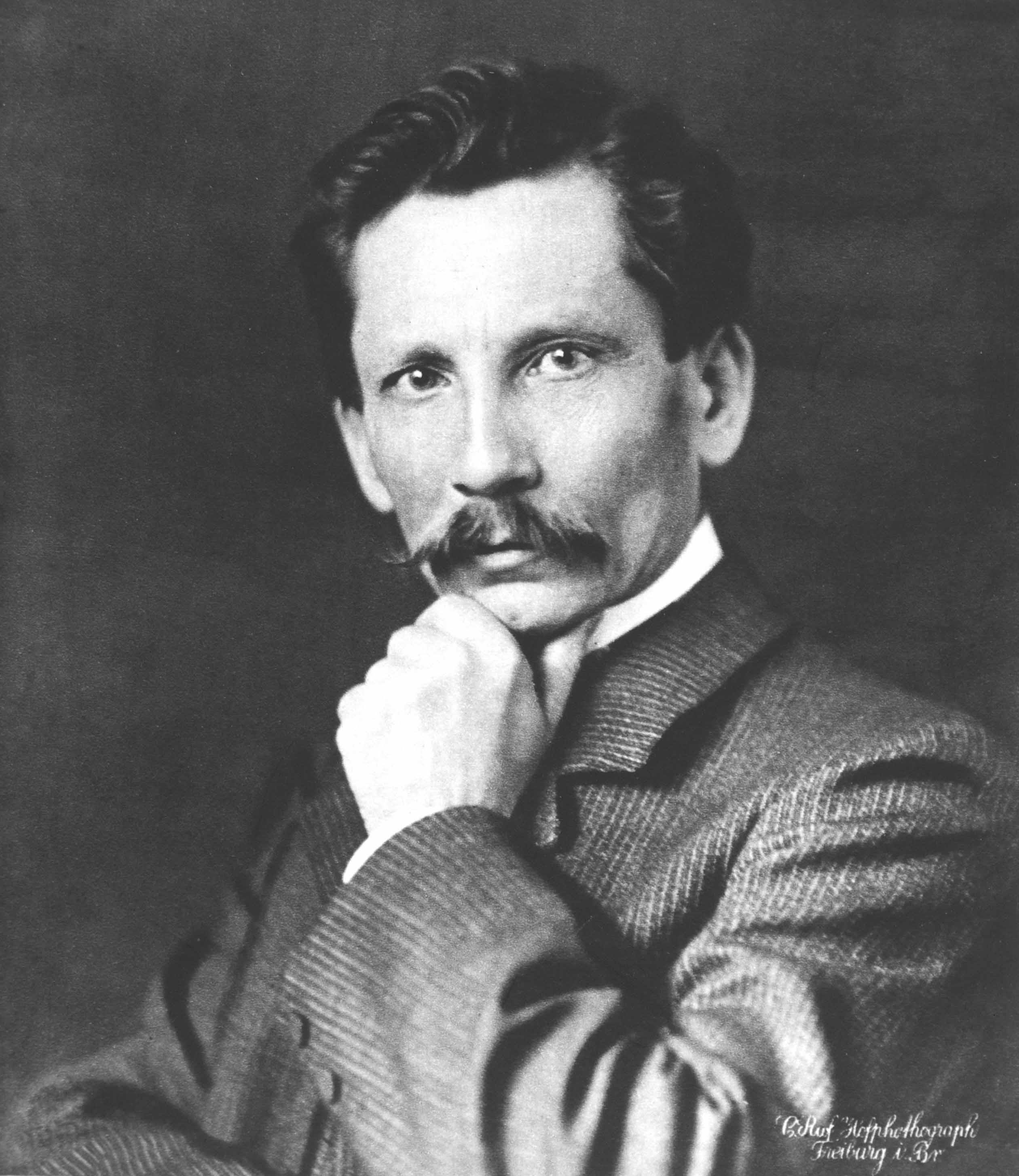
Wilhelm Hasemann